# Мозер, Ангелика
Ангелика Мозер (нем. Angelica Moser, род. 9 октября 1997, Плейно, Техас) — швейцарская прыгунья с шестом. Чемпионка Европы 2024 года и чемпионка Европы в помещении 2021 года. Участница летних Олимпийских игр 2016 и 2020 годов. Пятикратная чемпионка Швейцарии (2017, 2019—2022). Шестикратная чемпионка Швейцарии в помещении (2017—2022).

## Биография и карьера
Окончила спортивную школу Рёмибюль в Цюрихе. Занималась гимнастикой. В ноябре 2012 года начала тренироваться в прыжках с шестом под руководством Херберта Чингона. Дебютировала на международной арене в 2013 году на Европейском юношеском Олимпийском фестивале в Утрехте, где одержала победу с результатом 4,07 м. В 2014 году выиграла летние юношеские Олимпийские игры, в 2015 году — чемпионат Европы среди юниоров, в 2016 году — чемпионат мира среди юниоров. В 2016 году на своей дебютной Олимпиаде не прошла в финал, заняв в квалификации 23 место.
В марте 2021 года на чемпионате Европы в помещении в польском Торуне завоевала золотую медаль с результатом 4,75 м.
В Риме в начале лета 2024 года, на чемпионате Европы, с национальным рекордом 4.78 метра выиграла золотую медаль. 

## Основные результаты
| Год  | Соревнования                                | Место проведения         | Место    | Результат |
| ---- | ------------------------------------------- | ------------------------ | -------- | --------- |
| 2013 | Европейский юношеский Олимпийский фестиваль | Утрехт, Нидерланды       | 1        | 4,07 м    |
| 2014 | Летние юношеские Олимпийские игры           | Нанкин, Китай            | 1        | 4,36 м    |
| 2015 | Чемпионат Европы в помещении                | Прага, Чехия             | 21 (кв.) | 4,10 м    |
| 2015 | Чемпионат Европы среди юниоров              | Эскильстуна, Швеция      | 1        | 4,35 м    |
| 2015 | Чемпионат мира                              | Пекин, Китай             | 25 (кв.) | 4,15 м    |
| 2016 | Чемпионат Европы                            | Амстердам, Нидерланды    | 7        | 4,45 м    |
| 2016 | Чемпионат мира среди юниоров                | Быдгощ, Польша           | 1        | 4,55 м    |
| 2016 | Летние Олимпийские игры                     | Рио-де-Жанейро, Бразилия | 23 (кв.) | 4,45 м    |
| 2017 | Чемпионат Европы в помещении                | Белград, Сербия          | 11       | 4,40 м    |
| 2017 | Чемпионат Европы среди молодёжи             | Быдгощ, Польша           | 1        | 4,55 м    |
| 2017 | Чемпионат мира                              | Лондон, Великобритания   | 13 (кв.) | 4,50 м    |
| 2018 | Чемпионат Европы                            | Берлин, Германия         | 20 (кв.) | 4,20 м    |
| 2019 | Чемпионат Европы в помещении                | Глазго, Великобритания   | 4        | 4,65 м    |
| 2019 | Чемпионат Европы среди молодёжи             | Евле, Швеция             | 1        | 4,56 м    |
| 2019 | Чемпионат мира                              | Доха, Катар              | 13       | 4,50 м    |
| 2021 | Чемпионат Европы в помещении                | Торунь, Польша           | 1        | 4,75 м    |
| 2021 | Летние Олимпийские игры                     | Токио, Япония            | 20 (кв.) | 4,40 м    |
| 2022 | Чемпионат мира в помещении                  | Белград, Сербия          | 4        | 4,60 м    |
| 2022 | Чемпионат мира                              | Юджин, США               | 8        | 4,60 м    |
| 2022 | Чемпионат Европы                            | Мюнхен, Германия         | 5        | 4,55 м    |
| 2023 | Чемпионат Европы в помещении                | Стамбул, Турция          | 6        | 4,45 м    |
| 2023 | Европейские игры                            | Хожув, Польша            | 3        | 4,60 м    |
| 2023 | Чемпионат мира                              | Будапешт, Венгрия        | 5        | 4,75 м    |